# السيالة (وشحة)

تعديل مصدري - تعديل

السيالة هي إحدى قرى عزلة ضاعن بمديرية وشحة التابعة لمحافظة حجة، بلغ تعداد سكانها 175 نسمة حسب تعداد اليمن لعام 2004.